# Iarok, Verhnodniprovsk
Iarok (în ucraineană Ярок) este un sat în comuna Borovkivka din raionul Verhnodniprovsk, regiunea Dnipropetrovsk, Ucraina.

## Demografie
Componența lingvistică a localității Iarok
     Ucraineană (92,11%)
     Belarusă (5,26%)
     Rusă (2,63%)
Conform recensământului din 2001, majoritatea populației localității Iarok era vorbitoare de ucraineană (92,11%), existând în minoritate și vorbitori de belarusă (5,26%) și rusă (2,63%).